# 1996年の映画
1996年の映画（1996ねんのえいが）では、1996年（平成8年）の映画分野の動向についてまとめる。
1995年の映画 - 1996年の映画 - 1997年の映画

## できごと

### 世界
- 2月2日 - ジーン・ケリー死去。
- 2月4日 - 橋口亮輔監督『渚のシンドバッド』、第25回ロッテルダム国際映画祭グランプリ受賞[1]。
- 2月26日 - 第46回ベルリン国際映画祭で東陽一監督『絵の中のぼくの村』が銀熊賞（貢献賞）受賞[1][注 1]。
- 5月2日 - ハリウッド版『GODZILLA』の概要が発表される[1]。世界配給はトライスター ピクチャーズ、日本国内は東宝、監督はヤン・デ・ボンからローランド・エメリッヒに変更[1]。
- 8月3日 - ゴジラにロサンゼルス市から感謝状[1]。
- 9月13日 - 韓国初の本格的国際映画祭、第1回釜山国際映画祭開催[1]。
- 12月19日 - 伊俳優マルチェロ・マストロヤンニ死去[2]。

### 日本
- 2月
  - 2月1日 - ダイエー、チケットローソンの業務開始[1]。
  - 2月5日 - 脚本家・小国英雄死去[1]。
  - 2月6日 - 日本映画監督協会60周年記念フェスティバル「監督が選んだ日本映画100本」、池袋文芸坐で開催（3月11日まで）[1]。
  - 2月13日 - ムービーチャンネル設立[1][3]。
  - 2月20日 - 作曲家・武満徹死去[1]。
- 3月
  - 3月3日 - 『ドラえもん のび太と銀河超特急』（芝山努監督）の舞台挨拶を神戸市・三宮劇場で実施[1]。阪神・淡路大震災で被災した神戸の子供たちに単行本をプレゼント[1]。
- 4月
  - 4月1日 - ヘラルド・エースが「エースピクチャーズ」と改称[1]。
  - 4月4日 - 松竹が邦画メジャーとして初のインターネットホームページ（HP）開設[1]。
  - 4月20日 - 米第2位の興行会社AMCエンターテインメントが福岡市にAMCキャナルシティ13開場[1]。5大都市(近郊)に外資系シネコンが進出を開始[1]。
- 5月
  - 5月8日 - 松竹がシネコン展開を目的とした松竹マルチプレックスシアターズ設立[1]。
  - 5月31日 - フランス映画社、『愛のめぐりあい』（ミケランジェロ・アントニオーニ監督）に対する映倫のヘア修正要求を不服として、映倫設立以来初の再審査請求[1]。7月12日、映倫、無修正での上映を容認[1]。
- 6月
  - 6月10日 - 俳優・フランキー堺死去[1]。
  - 6月11日 - 松竹、ニチイの共同出資により、マイカル松竹設立[1]。6月29日、第1号店マイカル松竹シネマズ本牧開場[1]。
- 7月
  - 7月5日 - 日本ビデオ協会が「日本映像ソフト協会」（JVA）と改称、あわせて新ロゴマーク制定[1]。
  - 7月13日 - 『ミッション:インポッシブル』（ブライアン・デ・パルマ監督）公開、大ヒット[1]。以後シリーズ全作品が好稼動[1]。
  - 7月20日 - 東宝、新興収速報システム本稼動[1]。導入劇場のデータをオンラインで取り込み、「成績週報」の作成が可能になった[1]。
  - 7月23日 - ホテルオークラ東京で徳間書店・スタジオジブリとウォルト・ディズニー・カンパニーの提携記者会見が行われ、宮崎駿監督、徳間康快（徳間書店代表取締役社長）らが出席[4]。
- 8月
  - 8月4日 - 喜劇俳優・渥美清死去[1]。国民栄誉賞、銀杯追贈[1]。
  - 8月13日 - 俳優・渥美清を偲んで「寅さんのお別れの会」が松竹大船撮影所で開かれ、山田洋次が弔辞を読んだ[要出典]。
  - 8月16日 - 女優・沢村貞子死去[1]。
- 9月
  - 9月18日 - 全興連、1997年の映画サービスデーを12月1日のみとし、3・6・9月の各1日の実施は中止を決定[1]。
  - 9月23日 - 漫画家・藤子・F・不二雄死去[1]。
  - 9月27日 - にっかつ、ナムコによる会社更生計画案を東京地裁が認可[1]。子会社7社を合併し存続、商号を「日活」に戻し本店も変更[1]。15年での再建計画が本格始動[1]。
- 10月
  - 10月1日 - パーフェクTV、本放送を開始、デジタル多チャンネル時代の幕開け[1]。
  - 10月4日
    - 東京アイマックス・シアター、新宿駅南口高島屋タイムズスクエアに開場[1]。
    - 映画監督小林正樹死去[1]。

  - 10月22日 - 東京宝塚ビル再開発計画が発表される、総工費220億円、工期は3年[1]。
  - 10月23日 - 東京都興行生活衛生同業組合（都興組）、映画サービスデーを1997年より元旦、12月1日および2月から11月までの毎月第1水曜日に決定[2]。
- 11月
  - 11月1日 - 東宝映像事業部、黒澤明監督23作品ビデオを一斉に再リリース[1]。
  - 11月1日-12月1日 - 第1回神戸100年映画祭が開催される[要出典]。
  - 11月2日 - 英大手興行会社ユナイテッド・シネマ・インターナショナル（UCI）日本進出第1号、滋賀県・OTSU7シネマ（UC）開場[2]。
  - 11月7日 - 新生の日活、映画製作第1弾『愛する』（熊井啓監督）製作発表[2]。1997年10月4日に公開された[2]。
- 12月
  - 12月7日 - 『インデペンデンス・デイ』（ローランド・エメリッヒ監督）公開、当時の国内洋画配収歴代第3位となる大ヒット[2]。
  - 12月11日 - 外国映画輸入配給協会（外配協）主催、第1回「トーキョー・シネマ・ショー」開催[2]。

## 日本の映画興行
- 入場料金（大人）
  - 1,800円[5]
  - 映画館・映画別
    - 1,800円（松竹、正月映画『男はつらいよ 寅次郎紅の花』）[6]

  - 1,800円（統計局『小売物価統計調査（動向編） 調査結果』[7] 銘柄符号 9341「映画観覧料」）[8]
- 入場者数 1億1958万人[9] - 1994年の年間入場者数（1億2299万人）を下回る戦後最低記録となった[10]。
- 興行収入 1488億7000万円[9]

| 配給会社 | 配給本数 | 年間配給収入  | 概要 |
| 配給会社 | 配給本数 | 前年対比      | 概要 |
| -------- | -------- | ------------- | --- |
| 松竹     | 20       | 48億2910万円  | 松竹の1996年最高稼動番組は『男はつらいよ 寅次郎紅の花』/『サラリーマン専科』（11.6億円）。『学校II』（6億円）や『釣りバカ日誌8』（5億円）も手堅く稼いだ。                                                                           |
| 松竹     | 20       | 117.4%        | 松竹の1996年最高稼動番組は『男はつらいよ 寅次郎紅の花』/『サラリーマン専科』（11.6億円）。『学校II』（6億円）や『釣りバカ日誌8』（5億円）も手堅く稼いだ。                                                                           |
| 東宝     | 18       | 106億7251万円 | 12年連続の年間配給収入100億円突破。『ゴジラvsデストロイア』（20億円）、『Shall we ダンス?』（16億円）、『ドラえもん のび太と銀河超特急』（16億円）、『学校の怪談2』（16億円）、『スーパーの女』（15億円）が10億円の大台を突破した。 |
| 東宝     | 18       | 93.8%         | 12年連続の年間配給収入100億円突破。『ゴジラvsデストロイア』（20億円）、『Shall we ダンス?』（16億円）、『ドラえもん のび太と銀河超特急』（16億円）、『学校の怪談2』（16億円）、『スーパーの女』（15億円）が10億円の大台を突破した。 |
| 東映     | 21       | 47億4639万円  | 配給収入10億円以上の番組がなかった。アニメ番組も伸び悩み、前売り大量動員映画の『わが心の銀河鉄道 宮沢賢治物語』も6億円止まりだった。                                                                                                |
| 東映     | 21       | 74.1%         | 配給収入10億円以上の番組がなかった。アニメ番組も伸び悩み、前売り大量動員映画の『わが心の銀河鉄道 宮沢賢治物語』も6億円止まりだった。                                                                                                |

出典: 「1996年日本映画・外国映画業界総決算 日本映画」『キネマ旬報』1997年（平成9年）2月下旬号、キネマ旬報社、1997年、155 - 157頁。

## 各国ランキング

### 日本配給収入ランキング
| 順位 | 題名 | 配給                                | 配給収入 |
| ---- | --- | ----------------------------------- | -------- |
| 1    | ゴジラvsデストロイア | 東宝                                | 20.0億円 |
| 2    | Shall we ダンス? | 東宝                                | 16.0億円 |
| 2    | ドラえもん のび太と銀河超特急 ドラミ&ドラえもんズ ロボット学校七不思議!?                                                                         | 東宝                                | 16.0億円 |
| 2    | 学校の怪談2 | 東宝                                | 16.0億円 |
| 5    | スーパーの女 | 東宝                                | 15.0億円 |
| 6    | 男はつらいよ 寅次郎紅の花 サラリーマン専科 | 松竹                                | 11.6億円 |
| 7    | ガメラ2 レギオン襲来 | 東宝                                | 07.0億円 |
| 8    | クレヨンしんちゃん ヘンダーランドの大冒険 | 東宝                                | 06.5億円 |
| 9    | 7月7日、晴れ | 東宝                                | 06.0億円 |
| 9    | スレイヤーズRETURN X-エックス- | 東映                                | 06.0億円 |
| 9    | 学校II | 松竹                                | 06.0億円 |
| 9    | 八つ墓村 | 東宝                                | 06.0億円 |
| 9    | わが心の銀河鉄道 宮沢賢治物語 | 東映                                | 06.0億円 |
| 9    | スワロウテイル | 日本ヘラルド映画 エースピクチャーズ | 06.0億円 |
| 9    | 美少女戦士セーラームーンSuperS セーラー9戦士集結!ブラック・ドリーム・ホールの奇跡 あずきちゃん ホワイト・バレンタイン 恋のチャンスがやってきた!! | 東映                                | 06.0億円 |
| 9    | ドラゴンボール 最強への道 ご近所物語 | 東映                                | 06.0億円 |
| 9    | ゲゲゲの鬼太郎 大海獣 （超）劇場版!地獄先生ぬ〜べ〜                                                                                              | 東映                                | 06.0億円 |

#1 - #6の出典:1996年配給収入10億円以上番組 - 日本映画製作者連盟
上記以外の出典:『キネマ旬報ベスト・テン85回全史 1924-2011』キネマ旬報社〈キネマ旬報ムック〉、2012年5月、554頁。ISBN 978-4873767550。
| 順位 | 題名                          | 製作国             | 配給                 | 配給収入 |
| ---- | ----------------------------- | ------------------ | -------------------- | -------- |
| 1    | ミッション:インポッシブル     | アメリカ合衆国の旗 | UIP                  | 36.0億円 |
| 2    | セブン                        | アメリカ合衆国の旗 | ギャガ               | 26.5億円 |
| 3    | ツイスター                    | アメリカ合衆国の旗 | UIP                  | 23.0億円 |
| 6    | ゴジラvsデストロイア          | 日本の旗           | 東宝                 | 20.0億円 |
| 5    | イレイザー                    | アメリカ合衆国の旗 | ワーナー・ブラザース | 17.0億円 |
| 6    | Shall we ダンス?              | 日本の旗           | 東宝                 | 16.0億円 |
| 6    | ドラえもん のび太と銀河超特急 | 日本の旗           | 東宝                 | 16.0億円 |
| 6    | 学校の怪談2                   | 日本の旗           | 東宝                 | 16.0億円 |
| 9    | スーパーの女                  | 日本の旗           | 東宝                 | 15.0億円 |
| 10   | ザ・ロック                    | アメリカ合衆国の旗 | ブエナ・ビスタ       | 14.0億円 |

出典:1996年配給収入10億円以上番組 - 日本映画製作者連盟

### 全世界興行収入ランキング
| 順位 | 題名                                        | スタジオ                     | 興行収入     |
| ---- | ------------------------------------------- | ---------------------------- | ------------ |
| 1    | インデペンデンス・デイ                      | 20世紀フォックス             | $817,400,891 |
| 2    | ツイスター                                  | ワーナー・ブラザース         | $494,471,524 |
| 3    | ミッション:インポッシブル                   | パラマウント映画             | $457,696,359 |
| 4    | ザ・ロック                                  | ブエナ・ビスタ・ピクチャーズ | $335,062,621 |
| 5    | ノートルダムの鐘                            | ブエナ・ビスタ・ピクチャーズ | $325,338,851 |
| 6    | 101                                         | ブエナ・ビスタ・ピクチャーズ | $320,689,294 |
| 7    | 身代金                                      | ブエナ・ビスタ・ピクチャーズ | $309,492,681 |
| 8    | ナッティ・プロフェッサー クランプ教授の場合 | ユニバーサル・スタジオ       | $273,961,019 |
| 9    | ザ・エージェント                            | コロンビア ピクチャーズ      | $273,552,592 |
| 10   | イレイザー                                  | ワーナー・ブラザース         | $242,295,562 |

出典:“1996 Worldwide Box Office Results”.  Box Office Mojo. 2015年12月18日閲覧。

### 北米興行収入ランキング
| 順位 | 題名                                        | スタジオ                          | 興行収入     |
| ---- | ------------------------------------------- | --------------------------------- | ------------ |
| 1.   | インデペンデンス・デイ                      | 20世紀FOX                         | $306,169,268 |
| 2.   | ツイスター                                  | ワーナー・ブラザース/ユニバーサル | $241,721,524 |
| 3.   | ミッション:インポッシブル                   | パラマウント                      | $180,981,856 |
| 4.   | ザ・エージェント                            | トライスター                      | $153,952,592 |
| 5.   | 身代金                                      | タッチストーン                    | $136,492,681 |
| 6.   | 101                                         | ディズニー                        | $136,189,294 |
| 7.   | ザ・ロック                                  | ハリウッド・ピクチャーズ          | $134,069,511 |
| 8.   | ナッティ・プロフェッサー クランプ教授の場合 | ユニバーサル                      | $128,814,019 |
| 9.   | バードケージ                                | MGM/UA                            | $124,060,553 |
| 10.  | 評決のとき                                  | ワーナー・ブラザース              | $108,766,007 |

出典: “1996 Domestic Yearly Box Office Results”.  Box Office Mojo. 2015年12月25日閲覧。

### フランス観客動員数ランキング
1. ノートルダムの鐘
2. インデペンデンス・デイ
3. セブン
4. ペダル・ドゥース
5. ミッション:インポッシブル
6. 八日目
7. Microcosmos : Le Peuple de l'herbe（フランス語版）
8. トイ・ストーリー
9. ツイスター
10. Un air de famille（フランス語版）

出典:“FRANCE 1996 - BOX OFFICE STORY”.   boxofficestory. 2016年1月20日閲覧。

## 受賞
- 第69回アカデミー賞
  - 作品賞 - 『イングリッシュ・ペイシェント』
  - 監督賞 - アンソニー・ミンゲラ（『イングリッシュ・ペイシェント』）
  - 主演男優賞 - ジェフリー・ラッシュ（『シャイン』）
  - 主演女優賞 - フランシス・マクドーマンド（『ファーゴ』）

- 第54回ゴールデングローブ賞
  - 作品賞 (ドラマ部門) - 『イングリッシュ・ペイシェント』
  - 主演女優賞 (ドラマ部門) - ブレンダ・ブレッシン（『秘密と嘘』）
  - 主演男優賞 (ドラマ部門) - ジェフリー・ラッシュ（『シャイン』）
  - 作品賞 (ミュージカル・コメディ部門) - 『エビータ』
  - 主演女優賞 (ミュージカル・コメディ部門) - マドンナ（『エビータ』）
  - 主演男優賞 (ミュージカル・コメディ部門) - トム・クルーズ（『ザ・エージェント』）
  - 監督賞 - ミロス・フォアマン（『ラリー・フリント』）

- 第62回ニューヨーク映画批評家協会賞 - 『ファーゴ』

- 第49回カンヌ国際映画祭
  - パルム・ドール - 『秘密と嘘』（マイク・リー）
  - 監督賞 - コーエン兄弟（『ファーゴ』）
  - 男優賞 - ダニエル・オートゥイユ、パスカル・デュケンヌ（『八日目』）
  - 女優賞 - ブレンダ・ブレッシン（『秘密と嘘』）

- 第53回ヴェネツィア国際映画祭
  - 金獅子賞 - 『マイケル・コリンズ』（ニール・ジョーダン）

- 第46回ベルリン国際映画祭
  - 金熊賞 - 『いつか晴れた日に』（アン・リー）

- 第20回日本アカデミー賞
  - 最優秀作品賞 - 『Shall we ダンス?』（周防正行）
  - 最優秀主演男優賞 - 役所広司（『Shall we ダンス?』）
  - 最優秀主演女優賞 - 草刈民代（『Shall we ダンス?』）

- 第39回ブルーリボン賞
  - 作品賞 - 『岸和田少年愚連隊』
  - 主演男優賞 - 役所広司（『Shall we ダンス?』『眠る男』『シャブ極道』）
  - 主演女優賞 - なし
  - 監督賞 - 北野武（『キッズ・リターン』）

- 第70回キネマ旬報ベスト・テン
  - 外国映画第1位 - 『イル・ポスティーノ』
  - 日本映画第1位 -  『Shall we ダンス?』

- 第51回毎日映画コンクール
  - 日本映画大賞 - 『Shall we ダンス?』

## 誕生

### 1月
- 1月10日 - 大原櫻子

### 2月
- 2月16日 - 小松菜奈

### 4月
- 4月10日 - 黒沢ともよ
- 4月16日 - 池田エライザ

### 5月
- 5月25日 - あかり
- 5月28日 - 工藤綾乃

### 6月
- 6月1日 - トム・ホランド
- 6月3日 - 吉崎綾
- 6月18日 - 三吉彩花
- 6月23日 - 安田聖愛

### 7月
- 7月4日 - 高杉真宙
- 7月8日 - 古畑星夏
- 7月16日 - 藤井夏恋
- 7月17日 - 泉はる
- 7月18日 - 夏川椎菜

### 8月
- 8月14日 - 上西星来
- 8月16日 - 斉藤朱夏

### 9月
- 9月13日 - 森田望智
- 9月16日 - 横浜流星

### 10月
- 10月1日 - 鈴木ゆうか
- 10月20日 - 三浦透子

### 11月
- 11月1日 - 江野沢愛美
- 11月16日 - 新田真剣佑
- 11月27日 - 中尾暢樹

### 12月
- 12月11日 - ヘイリー・スタインフェルド
- 12月12日 - 美山加恋
- 12月26日 - 松井愛莉
- 12月26日 - 山谷花純
- 12月28日 - 吉本実憂

## 死去
| 日付 | 日付 | 名前                         | 国籍               | 年齢 | 職業                           |
| 1月  | 7日  | ウィリアム・H・クローシア    | アメリカ合衆国の旗 | 92   | 撮影監督                       |
| 1月  | 21日 | 横山やすし                   | 日本の旗           | 51   | タレント・漫才師               |
| 2月  | 2日  | ジーン・ケリー               | アメリカ合衆国の旗 | 83   | 俳優・ダンサー                 |
| 2月  | 5日  | 小国英雄                     | 日本の旗           | 91   | 脚本家                         |
| 2月  | 13日 | マーティン・バルサム         | アメリカ合衆国の旗 | 76   | 俳優                           |
| 2月  | 20日 | 武満徹                       | 日本の旗           | 65   | 作曲家                         |
| 2月  | 25日 | ハイン・S・ニョール          | カンボジアの旗     | 55   | 俳優                           |
| 3月  | 2日  | 鈴木孝俊                     | 日本の旗           | 83   | 美術監督                       |
| 3月  | 9日  | ジョージ・バーンズ           | アメリカ合衆国の旗 | 100  | 俳優・コメディアン             |
| 3月  | 13日 | クシシュトフ・キェシロフスキ | ポーランドの旗     | 54   | 映画監督                       |
| 3月  | 17日 | ルネ・クレマン               | フランスの旗       | 82   | 映画監督                       |
| 3月  | 30日 | 藤岡豊                       | 日本の旗           | 68   | 元・東京ムービー代表取締役社長 |
| 4月  | 6日  | グリア・ガースン             | イギリスの旗       | 91   | 女優                           |
| 4月  | 26日 | スターリング・シリファント   | アメリカ合衆国の旗 | 78   | 脚本家                         |
| 5月  | 19日 | 高橋悦史                     | 日本の旗           | 60   | 俳優                           |
| 5月  | 20日 | ジョン・パートウィー         | イギリスの旗       | 76   | 俳優                           |
| 5月  | 23日 | 野長瀬三摩地                 | 日本の旗           | 72   | TVディレクター                 |
| 6月  | 6日  | 小林重四郎                   | 日本の旗           | 87   | 俳優                           |
| 6月  | 10日 | フランキー堺                 | 日本の旗           | 67   | 俳優                           |
| 6月  | 11日 | ブリギッテ・ヘルム           | ドイツの旗         | 88   | 女優                           |
| 6月  | 28日 | 山形勲                       | 日本の旗           | 80   | 俳優                           |
| 7月  | 2日  | マーゴ・ヘミングウェイ       | アメリカ合衆国の旗 | 41   | 女優                           |
| 7月  | 30日 | 長谷有洋                     | 日本の旗           | 31   | 声優                           |
| 7月  | 30日 | クローデット・コルベール     | フランスの旗       | 92   | 女優                           |
| 8月  | 4日  | 渥美清                       | 日本の旗           | 68   | 俳優                           |
| 8月  | 27日 | 小林昭二                     | 日本の旗           | 65   | 俳優                           |
| 8月  | 27日 | グレッグ・モリス             | アメリカ合衆国の旗 | 62   | 俳優                           |
| 9月  | 10日 | ジョアン・ドルー             | アメリカ合衆国の旗 | 74   | 女優                           |
| 9月  | 13日 | 2パック                      | アメリカ合衆国の旗 | 25   | ミュージシャン・俳優           |
| 9月  | 18日 | アナベラ                     | アメリカ合衆国の旗 | 81   | 女優                           |
| 9月  | 22日 | ドロシー・ラムーア           | フランスの旗       | 89   | 女優                           |
| 9月  | 23日 | 藤子・F・不二雄              | 日本の旗           | 62   | 漫画家                         |
| 9月  | 30日 | 内田朝雄                     | 日本の旗           | 76   | 俳優                           |
| 10月 | 1日  | 塚本信夫                     | 日本の旗           | 63   | 俳優                           |
| 10月 | 4日  | 小林正樹                     | 日本の旗           | 80   | 映画監督                       |
| 10月 | 8日  | ウィリアム・プリンス         | アメリカ合衆国の旗 | 83   | 俳優                           |
| 10月 | 14日 | ローラ・ラ・プラント         | アメリカ合衆国の旗 | 91   | 女優                           |
| 10月 | 28日 | 岸田九一郎                   | 日本の旗           | 89   | 照明技師                       |
| 10月 | 31日 | マルセル・カルネ             | フランスの旗       | 90   | 映画監督                       |
| 11月 | 14日 | ヴァージニア・チェリル       | アメリカ合衆国の旗 | 88   | 女優                           |
| 12月 | 19日 | マルチェロ・マストロヤンニ   | イタリアの旗       | 72   | 俳優                           |
| 12月 | 30日 | リュー・エアーズ             | アメリカ合衆国の旗 | 80   | 俳優                           |
| 12月 | 30日 | ジャック・ナンス             | アメリカ合衆国の旗 | 53   | 俳優                           |